# Bang or Ball
| Críticas profissionais | Críticas profissionais |
| Avaliações da crítica  | Avaliações da crítica  |
| Fonte                  | Avaliação              |
| ---------------------- | ---------------------- |
| Allmusic               | link                   |
| HipHopDx.com           | link                   |
| Rapreviews.com         | link                   |
| The Los Angeles Times  | link                   |

Bang or Ball é o quinto álbum de estúdio do rapper Mack 10. Foi lançado pela Cash Money Records. Tem participações especiais de Lil Wayne, Ice Cube, WC, Butch Cassidy, Big Tymers, e outros.

## Lista de faixas
1. "Intro"
2. "Hate In Yo Eyes" (Produced by Dr. Dre)
3. "Let the Thugs in the Club" (feat. Lil Wayne & B.G.)
4. "So Serious" (feat. Big Tymers & Mikkey)
5. "Connected For Life" (feat. Ice Cube, WC & Butch Cassidy)
6. "Dominoes" (Skit)
7. "That Bitch Is Bad" (feat. Mannie Fresh)
8. "Do The Damn Thing"
9. "King Pin Dream" (feat. Mikkey & Baby)
10. "Work"
11. "No Dick" (Skit)
12. "No Dick At All" (feat. Skoop Delania & E-40)
13. "Mathematics"
14. "Let It Be Known" (feat. Scarface & Xzibit)
15. "Announcement" (Skit)
16. "We Can Never Be Friends" (feat. Baby & Lac & Stone)
17. "Dog About It" (feat. B.G.)
18. "Murder" (feat. Turk & Mannie Fresh)